# 生化危机3 重制版
《惡靈古堡3 重製版》是一款由卡普空開發及發售的第三人稱射擊恐怖遊戲。本作是1999年《生化危機3 最終逃脫》的重製作品，描述吉兒·范倫廷試圖逃脫已陷入殭屍末日的「拉昆市」，又同時被稱為“追跡者”的終極生化兵器獵殺。於2020年4月3日在PlayStation 4、Xbox One和Microsoft Windows上發布。本作還包含具有線上多人的遊戲模式，但原版的傭兵模式則被去除。
截至2022年2月，《生化危机3 重制版》的全球销量超过五百万套。

## 遊戲系統
本作保留了原版的「緊急迴避系統」、「彈藥組合」，其中緊急迴避系統在3代舊版也是首次登場。發動的方式是當敵人展開攻擊，快要接觸到自己的那一瞬間使出，平常單獨使用的話會有一個類似滑步的動作，但如果是成功躲避掉敵人攻擊瞬間的話，畫面會出現特效。操作角色為吉兒的情況下會進入「子彈時間」，若裝備為槍械的話會自動瞄準敵方頭部或弱點部位，裝備為小刀的話則會快速逼近以刀上撩。而操作角色為卡洛斯的情況會以拳頭反擊使敵人硬直，這時可用武器造成連續傷害，卡洛斯的反擊則會對敵人造成一定的損傷，或是使其弱點暴露出來。
舊版的「傭兵模式」則被取消，取而代之的是在故事中完成特定條件後能獲取點數的「商店模式」，在遊戲通關後能於商店購買武器與道具在故事中使用。玩家可以藉由完成遊戲內的各種成就，取得相對應的點數，然後再用點數於商店項目選單裡面，挑選各種有利於過關的道具，或是替換服裝。遊戲也包含了前作沒有的惡夢和地獄難度，敵人變得更強大，怪物和道具擺放的地方也有所不同，而前作中小刀的耐久度設定也被廢除。
遊戲光碟也包含了另一款遊戲：「生化危機:反抗」。玩家可以選擇四名逃出者之一或是掌握了生化兵器的主控者，逃出者必須利用身上的裝備與道具與隊友合作到達特定地點逃出生天，而主控者則必須在地圖環境內置放殭屍、暴君等生化兵器（B.O.W.）來阻止被當成測試品的逃生者逃走。

## 劇情大綱
本作的前半段發生於《生化危機2》的前一天，1998年9月28日，吉兒於洋館事件生還後一直調查有關保護傘公司的地下業務，但在此期間卻遭到保護傘公司派來浣熊市的生化兵器追跡者的追殺。吉兒在逃亡期間遇上了隸屬於保護傘生物災害對策部隊（Umbrella Biohazard Countermeasure Service，簡稱UBCS）的卡洛斯·奧利維拉（Carlos Oliveira）及其他成員米海爾·維克多（Mikhail Victor）、尼可來·吉諾比耶夫（Nicholai Ginovaef）及泰雷爾·派翠克（Tyrell Patrick）。在遊戲的後半段（此時間點發生於1998年10月1日），一行人得知美國聯邦政府決定以核彈徹底毀滅浣熊市，於是吉兒開始協助U.B.C.S.的成員拯救其他受困的市民及尋找逃離浣熊市的方法，同時還要設法消滅難纏的追跡者。

## 登場角色

### 主角
吉兒·范倫廷（Jill Valentine，聲：湯屋敦子（日）/Nicole Tompkins（英））
本作主角，拉昆市警局特殊部隊S.T.A.R.S. A隊（Alpha）隊員，在洋館事件後因繼續調查保護傘公司而遭警局停職。準備在月底離開前得到同事布萊德的警告，並遭到追跡者的追殺。在卡洛斯的相救下決定與對方合作，試圖逃出已經變成人間地獄的拉昆市。

### U.B.C.S.
卡洛斯·奧利維拉（Carlos Oliveira，聲：安元洋貴（日）/Jeff Schine（英））
保護傘公司的私人部隊－保護傘生物災害對策部隊（Umbrella Biohazard Countermeasure Service，U.B.C.S.）的一員，奉命與隊伍成員進入拉昆市搜尋與救援生還者，是促使吉兒與U.B.C.S.合作的關鍵人物。有著強烈的正義感。
相較於原版，人物造型被大幅更改，但個性沒有太多變化。
米海爾·維克多（Mikhail Victor，聲：玉野井直樹（日）/William Hope（英））
U.B.C.S. D隊（Delta）隊長，是名即使自己已經負傷也堅持要撤離無辜市民，縱使在逆境下也不放棄尋求生機的指揮官。與原版同樣都是在列車上犧牲自己，與追跡者同歸於盡。
尼可來·吉諾比耶夫（Nicholai Ginovaef，聲：三宅健太（日）/Neil Newbon（英））
U.B.C.S. D隊B分隊隊長，有著不惜犧牲也要完成目標的冷漠個性，有著高超的戰鬥技巧。實為其他勢力派來摧毀保護傘公司的間諜，奉命摧毀了T病毒的疫苗。最後被吉兒丟下，任由他在即將核爆的拉昆市自生自滅。
泰雷爾·派翠克（Tyrell Patrick，聲：遠藤大智（日）/Sterling Sulieman（英））
U.B.C.S. D隊隊員之一，卡洛斯的搭檔，為他支援。擅長於入侵電腦。為人正直、勇敢。舊版中被尼可來殺害滅口，重製版中被追跡者殺死。

### 其他
追跡者
本作主要敵人。由保護傘公司巴黎總部開發的生物武器，被派去拉昆市執行消滅S.T.A.R.S.的任務，也因此經常對吉兒喊「S.T.A.R.S.」。原型是暴君T-103，被植入「NE-α」寄生蟲後變得能聽從指令和富有智慧，還能把寄生蟲植入到殭屍的腦中使牠們變異。亦有使用武器的能力（如火箭炮和火焰噴射器等）。由於拉昆市幾乎沒有S.T.A.R.S.成員，因此把目標集中在吉兒上（布萊德已變成殭屍，因此未遭追殺）。故事開始時就已開始尋找吉兒，並追殺至她住的公寓。之後多次在拉昆市市區出現。當米海爾在列車上引爆炸彈時被燒成重傷，隨後落入河中變異成第二型態，之後在時鐘塔前廣場感染吉兒。後來又追殺吉兒至保護傘研究所「NEST 2」，但被吉兒和卡洛斯合力擊敗並被硫酸溶解。但強大的追跡者又再一次從重傷中活下來並變異成最終型態（此型態具有噴射硫酸的能力），最後仍被吉兒用磁軌砲消滅。
布萊德·維克斯（Brad Vickers，聲：高木渉（日）/Darren O'Hare（英））
拉昆市警局特殊部隊S.T.A.R.S. A隊員，吉兒的同事。同樣遭到追跡者追殺的他試圖與吉兒一起逃出拉昆市。
與原版個性膽小害怕、試圖一個人獨自逃亡相較之下，在本作中被描述成願意為了拯救同事吉兒而奔走，甚至為她犧牲斷後。變成殭屍後在警局咬傷了馬文（Marvin），隨後被卡洛斯殺死。

## 發行
2019年12月，專門追蹤PlayStation Store資訊的網站「gamstat」意外揭露了《惡靈古堡3 重製版》的遊戲封面。不久後，卡普空正式在PlayStation的直播節目「State of Play」上公布遊戲的首支預告片，並宣布遊戲將於2020年4月3日在PlayStation 4、Xbox One和Microsoft Windows上發布，除了《惡靈古堡3 重製版》，還收錄了《惡靈古堡 反抗》（Biohazard Resistance）。
2020年3月19日，卡普空於Xbox One及PS4平台發佈了惡靈古堡3重製版試玩版《Biohazard RE:3 Raccoon City Demo》，提供約半小時左右的遊戲試玩內容，3月20日，此試玩版於Steam平台發布。
2022年6月14日，由卡普空舉辦的直播發表會「卡普空Showcase」公布本作與《生化危機7 惡靈古堡》及《生化危机2 重制版》3部作品將同步於同日發售在PlayStation 5及Xbox Series X/S平台，而原PC平台亦會更新光線追蹤支援，遊戲的次世代主機高畫質版由泥巴娛樂負責開發製作。。

## 評價
《惡靈古堡3 重製版》獲得了「普遍好評」的評價，根據Metacritic的匯總得分，評論對作品的讚揚主要針對其圖形，聲音，遊戲玩法和快節奏的恐怖元素。Kotaku給予遊戲正面評價，稱其為「強烈且信心十足的一次《惡靈古堡》體驗」，IGN給遊戲9/10的評分，並指出它與前作《惡靈古堡2 重製版》一樣強大。
一些批評是針對遊戲的長度，同時也遺漏了原始遊戲的某些元素。GameSpot表示，遊戲一開始就表現出色，但在整個遊戲過程中都無法跟上進展。《PC Gamer》給遊戲打出58/100的評價，指出「這終究是一款極其淺薄的遊戲，大量的最終成品未能掩蓋它的倉促與野心。」Eurogamer則批評了遊戲的時間太短，指出「步調、進度、動作和追跡者的設計等這些元素上的表現，都讓《惡靈古堡3 重製版》顯得像是重製得過早了」，The Verge給了遊戲正面評價，但確實感到遊戲時間縮短，並說重製版是持續的有趣。

## 外部連結
- 官方网站（繁體中文）
- 官方网站（简体中文）
- 官方网站（英文）
- 官方网站（日語）